# Радим
Ради́м (церк.-слав. Радимъ) — согласно «Повести временных лет», легендарный прародитель восточнославянского племени (племенного союза) радимичей, культурный герой. Вместе со своим братом Вя́тко вышел «из ляхов»; поселился на Сожи.
Согласно «Повести временных лет»:

…радимичи же и вятичи — от рода ляхов. Были ведь два брата у ляхов — Радим, а другой — Вятко. И пришли и сели: Радим на Сожи, и от него прозвались радимичи, а Вятко сел с родом своим по Оке, от него получили свое название вятичи.
Оригинальный текст (церк.-сл.)…радимичи бо и вятичи от ляховъ. Бяста бо два брата в лясѣхъ: Радимъ, а другый Вятко, и, пришедша, сѣдоста: Радимъ на Съжю, и прозвашася радимичи, а Вятко сѣде своимъ родомъ по Оцѣ, от него прозвашася вятичи.

Персонаж рассматривается как производный от патронимического имени племени радимичей. Летопись не связывала этого персонажа с реальной генеалогией, как культурный герой он остался в прошлом до начала собственно истории.